# Diogo Vaz (São Tomé i Príncipe)
Diogo Vaz és una localitat de São Tomé i Príncipe. Es troba al districte de Lembá, al sud-oest de l'illa de São Tomé, i és connectat per la EN2. La seva població és de 777 (2008 est.). Al nord-est hi ha Neves i no gaire lluny al sud Santa Catarina.

## Evolució de la població
| 2001 | 2008 |
| 682  | 777  |